# Jeri Ramón
Jeri Gloria Ramón Ruffner de Vega (San Buenaventura, 17 de junio de 1951) es una contadora peruana y ex decana de la Facultad de Ciencias Contables de la UNMSM. Desde el 2021 se desempeña como la rectora de la Universidad Nacional Mayor de San Marcos. 
Al obtener dicho cargo, se convirtió en la primera mujer en ser electa en los más de 500 años de historia de la institución educativa.
Fue vicedecana de Investigación y Posgrado UNMSM, directora de la Unidad de Posgrado UNMSM, vicepresidenta de ALAFEC 2013–2016 y decana de la Facultad de Ciencias Contables UNMSM de 2013-2016.

## Biografía
Nació en el poblado de San Miguel de Pumacoto, en el distrito de San Buenaventura en Canta en 1951. 
Estudió Contabilidad en la Facultad de Ciencias Contables de la Universidad Nacional Mayor de San Marcos. Es Magister en Contabilidad con Mención en Auditoría por la misma universidad, magister en Administración con Mención en Anticorrupción por la Universidad de San Martín de Porres y doctora en Contabilidad por la Universidad Inca Garcilaso de la Vega. En 2014, obtuvo el título de abogada en la Universidad Nacional Mayor de San Marcos.
Fue vicepresidenta de la Asociación Latinoamericana de Facultades y Escuelas de Contaduría y Administración (ALAFEC).

### Rectora de la UNMSM
Planteó la construcción de filiales de la Universidad de San Marcos en Huaral (Región Lima), Ucayali, Villa Rica (Pasco) y Oyón (Región Lima). Se logró iniciar la construcción de las sedes en Pasco, Oyón, Chilca y en Chancay.
También firmó convenios con las universidades de Bourdeaux (Francia), Internacional de La Rioja (España), Complutense (España), Salamanca (España) y otras tres universidades de la República Popular China y Corea del Sur.
Volvió a postularse en 2024, en medio de denuncias por tacha a los candidatos opositores, lo que la convertiría en la única candidata para la casa de estudios. Los estudiantes tomaron la Ciudad Universitaria y exigieron la anulación del proceso electoral interno tras conocerse que la Oficina Nacional de Procesos Electorales decidió retirar su asistencia técnica. La toma dejó varios manifestantes heridos y otras instituciones, como la Pontificia Universidad Católica del Perú (PUCP), la Universidad San Ignacio de Loyola (USIL) y Jaime Bausate y Meza, expresaron su rechazo a los actos de violencia.

### Posturas
Considerada una decana conservadora, acusó a la Superintendencia Nacional de Educación Superior Universitaria (SUNEDU) de supuestamente quitar autonomía a las universidades privadas en el tema de creación de carreras y la fiscalización que realiza la superintendencia dentro de la misma universidad, a que Ramón calificó abiertamente al grupo conformado de «caviares». Por lo que propuso entablar una reestructuración del consejo directivo de esta a fin de, a su perecer, tener representantes dentro de la Sunedu que actúen como juez y parte.

### Controversias
En octubre de 2024, la Universidad Nacional Mayor de San Marcos (UNMSM) fue tomada por alumnos debido a la falta de transparencia en el marco de las elecciones internas, quienes exigieron que se anulara dicho proceso. Entre sus argumentos refirieron que el proceso de elección de los representantes estudiantiles y autoridades para el Consejo de Facultad, Consejo Universitario y Asamblea Universitaria presentaron irregularidades como las tachas impuestas a ciertas listas postulantes. Por otro lado, los alumnos refirieron que la rectora Jeri Ramón tendría control sobre el Comité Electoral con el fin de perpetuarse en el cargo, reeligiendo convenientemente a los mismos estudiantes. Ante la toma de la universidad, y a pesar de la presencia de la Policía Nacional del Perú (PNP), se suscitaron hechos violentos que tuvieron como saldo al menos cinco heridos. Los alumnos mostraron videos de agresiones dadas por terceras personas ajenas a la seguridad de la universidad. Posteriormente, la rectora Ramón reconoció que se contrataron «terceros» para el resguardo de la casa de estudios durante las últimas horas de los enfrentamientos. No obstante, la rectora ha deslindado responsabilidad al no saber si personas ajenas a seguridad ingresaron al local. Como motivo de ello, la congresista Susel Paredes comunicó que había presentado una denuncia penal contra la rectora por los graves hechos de violencia acontecidos contra los estudiantes.